# ديفيد كارفر
ديفيد كارفر (بالإنجليزية: David Carver)‏ (16 أبريل 1944 في المملكة المتحدة - ) هو لاعب كرة قدم بريطاني في مركز الدفاع. لعب مع سوانزي سيتي وكارديف سيتي ونادي دونكاستر روفرز ونادي روذرهام يونايتد ونادي هيرفورد.

## وصلات خارجية
- ديفيد كارفر على موقع قاعدة بيانات كرة القدم.إي يو (الإنجليزية)